# Bernard Fein
Pour les articles homonymes, voir Fein.
Bernard Fein, né le 13 novembre 1926 à New York et mort 10 septembre 1980 à Los Angeles, est un acteur, scénariste, réalisateur et producteur américain.

## Filmographie

### comme Acteur
- 1942 : Spy Smasher : Sloan
- 1955 : The Phil Silvers Show (série TV) : Pvt. Gomez
- 1959 : Keep in Step (TV) : Pvt Gomez
- 1960 : The Music Box Kid : Biggie Gaines
- 1960 : Voulez-vous pécher avec moi? (The Facts of Life) : Man in Motel Room
- 1961 : The Murder Men
- 1961 : Man-Trap : Fat man
- 1961 : Milliardaire d'un jour (Pocketful of Miracles) : Darcey's henchman
- 1964 : Les Sept Voleurs de Chicago (Robin and the 7 Hoods) : Charlie Bananas

### comme Scénariste
- 1971 : The Forgotten Man (TV)

### comme Réalisateur
- 1974 : Pogled iz potkrovlija

### comme Producteur
- 1965 : Papa Schultz ("Hogan's Heroes") (série TV)